# Seitavuopio
Seitavuopio är en sjö i kommunen Enontekis i landskapet Lappland i Finland. Sjön ligger 331 meter över havet. Arean är 1,12 kvadratkilometer och strandlinjen är 5,13 kilometer lång. Sjön  ingår i Torne älvs huvudavrinningsområde.   Den ligger omkring 270 kilometer nordväst om Rovaniemi och omkring 940 kilometer norr om Helsingfors. 